# Дворкі (Нижньосілезьке воєводство)
Дворкі (пол. Dworki, нім. Vierhöfe) — село в Польщі, у гміні Нова Руда Клодзького повіту Нижньосілезького воєводства.
Населення — 61 особа (2011).
У 1975-1998 роках село належало до Валбжиського воєводства.

## Демографія
Демографічна структура станом на 31 березня 2011 року:
|          | Загалом | Допрацездатний вік | Працездатний вік | Постпрацездатний вік |
| -------- | ------- | ------------------ | ---------------- | -------------------- |
| Чоловіки | 35      | 4                  | 29               | 2                    |
| Жінки    | 26      | 2                  | 16               | 8                    |
| Разом    | 61      | 6                  | 45               | 10                   |